# Polski Związek Towarzystw Wioślarskich
Polski Związek Towarzystw Wioślarskich (PZTW) – ogólnopolskie stowarzyszenie Okręgowych Związków Towarzystw Wioślarskich (OZTW), towarzystw, klubów i sekcji wioślarskich.
PZTW zajmuje się przede wszystkim promocją wioślarstwa, szkoleniem trenerów i sędziów wioślarskich, organizacją udziału reprezentacji Polski w regatach międzynarodowych, pomocą w zakresie wioślarskiego szkolenia osób niepełnosprawnych oraz wioślarstwa grupy masters. Od 1948 roku związek ma siedzibę w Warszawie. Polski Związek Towarzystw Wioślarskich od 1924 roku jest członkiem Międzynarodowej Federacji Wioślarskiej (FISA).

## Historia

### Utworzenie Związku
Polski Związek Towarzystw Wioślarskich został utworzony 8 grudnia 1919 w Poznaniu przez przedstawicieli 13 towarzystw wioślarskich z całej Polski:
- Warszawskiego Towarzystwa Wioślarskiego,
- Płockiego Towarzystwa Wioślarskiego,
- Włocławskiego Towarzystwa Wioślarskiego,
- Oddziału Wioślarskiego Sokoła Krakowskiego,
- Kaliskiego Towarzystwa Wioślarskiego,
- Konińskiego Towarzystwa Wioślarskiego,
- Łomżyńskiego Towarzystwa Wioślarskiego,
- Klubu Wioślarskiego z roku 1904 w Poznaniu,
- Klubu Wioślarskiego Gopło z Kruszwicy,
- Warszawskiego Klubu Wioślarek,
- Poznańskiego Towarzystwa Wioślarzy Tryton,
- Akademickiego Związku Sportowego w Warszawie,
- Wojskowego Klubu Wioślarskiego w Warszawie.

Pierwszym prezesem Polskiego Związku Towarzystw Wioślarskich został Józef Radwan, prezes Kaliskiego Towarzystwa Wioślarskiego. Mając na względzie wkład wybitnych osobowości w zasługi dla wioślarstwa, PZTW ustanowił tytuł członka honorowego; pierwszym członkiem honorowym został marsz. Józef Piłsudski.

### Galeria zdjęć przed II wojną

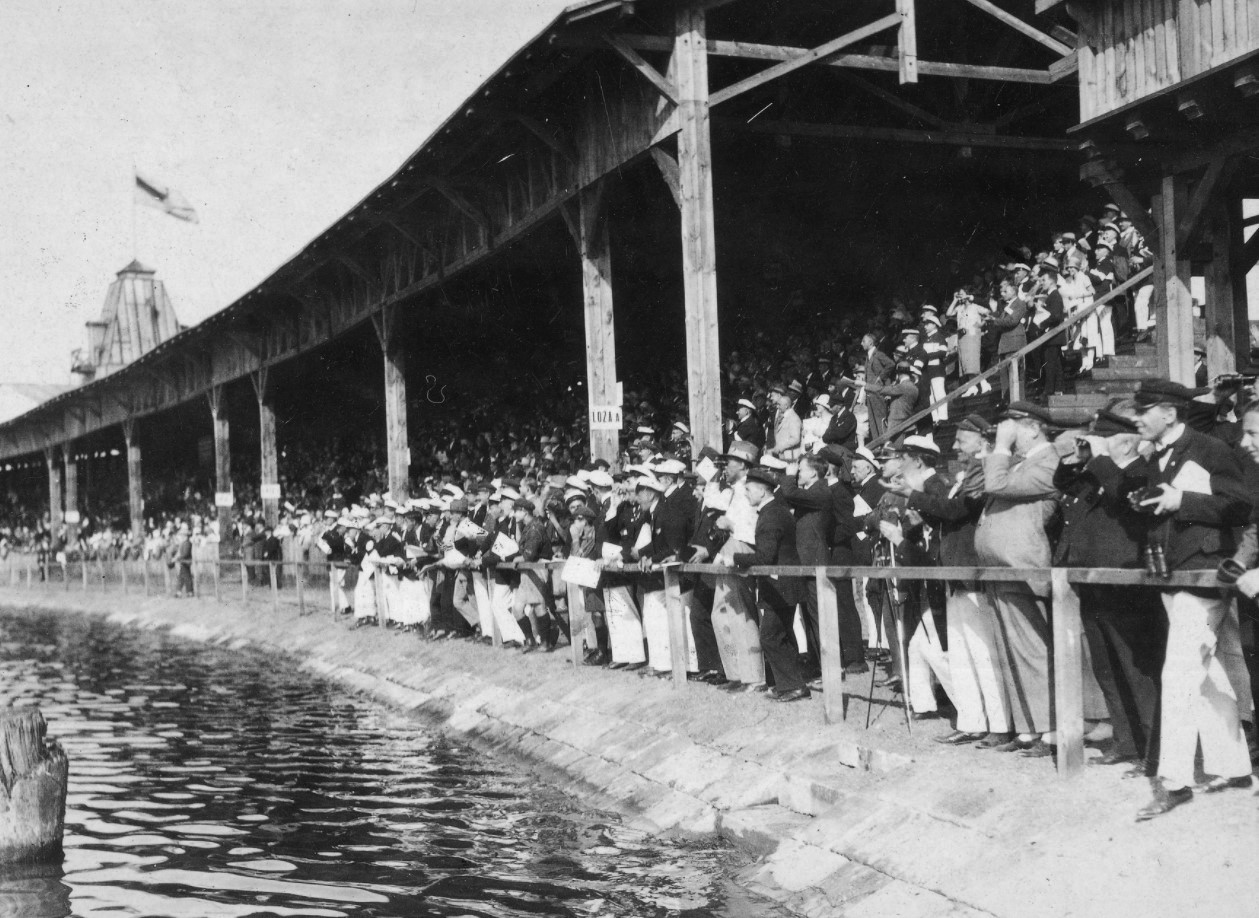
Trybuny toru wioślarskiego w Bydgoszczy, 1925
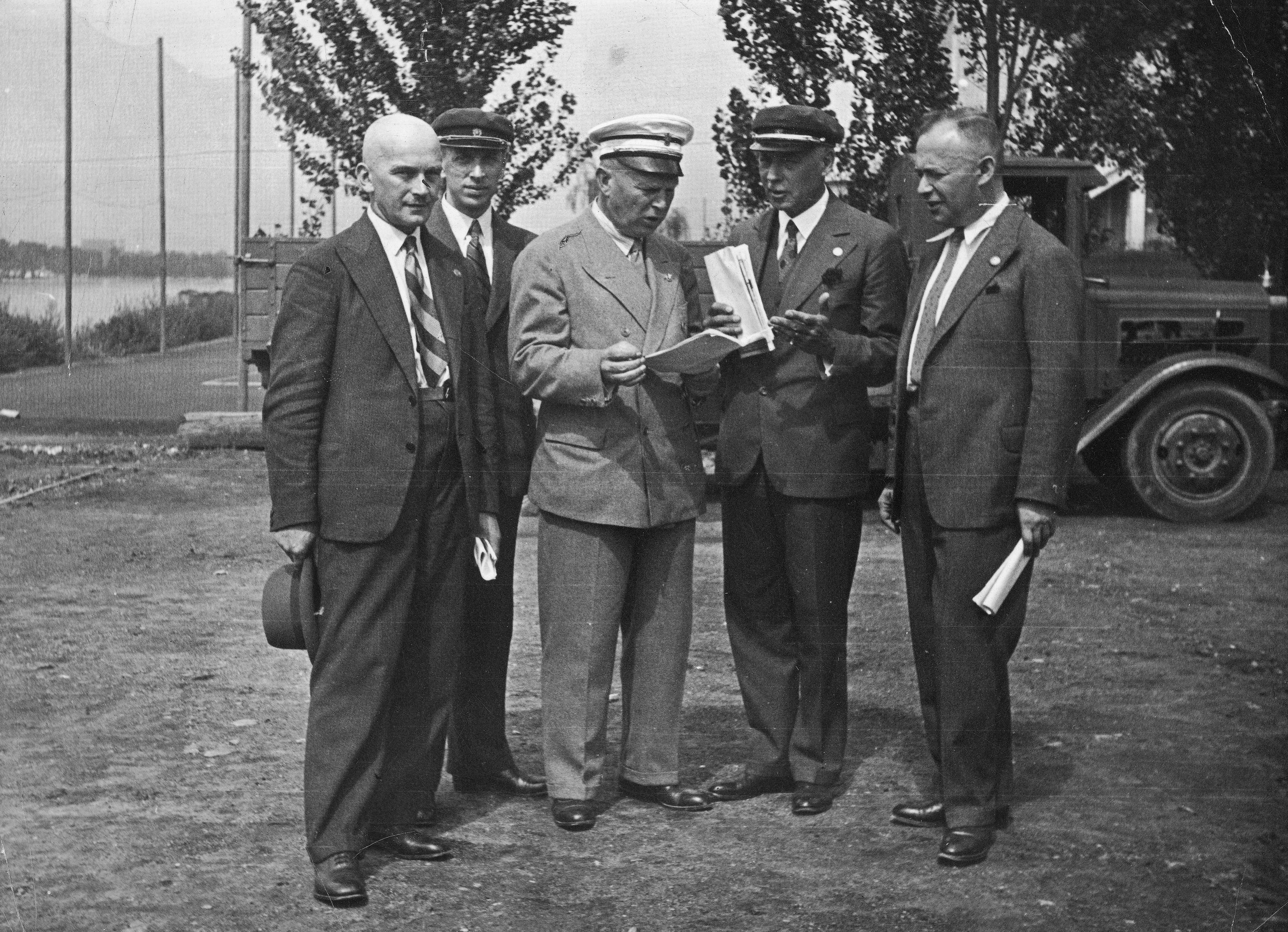
Zarząd PZTW w 1932
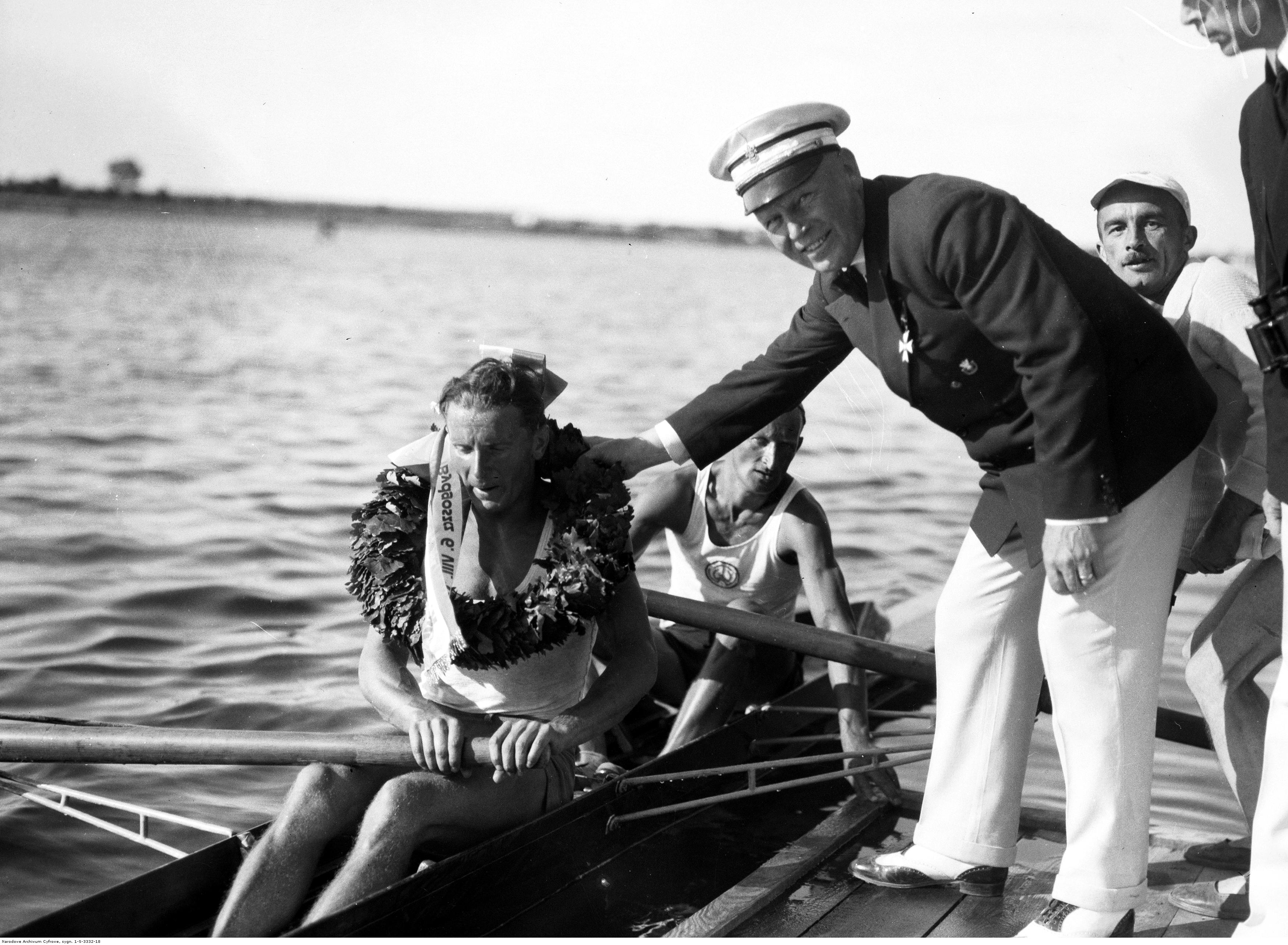
Prezes PZTW, J. Bojańczyk dekoruje mistrzów Polski w 1933
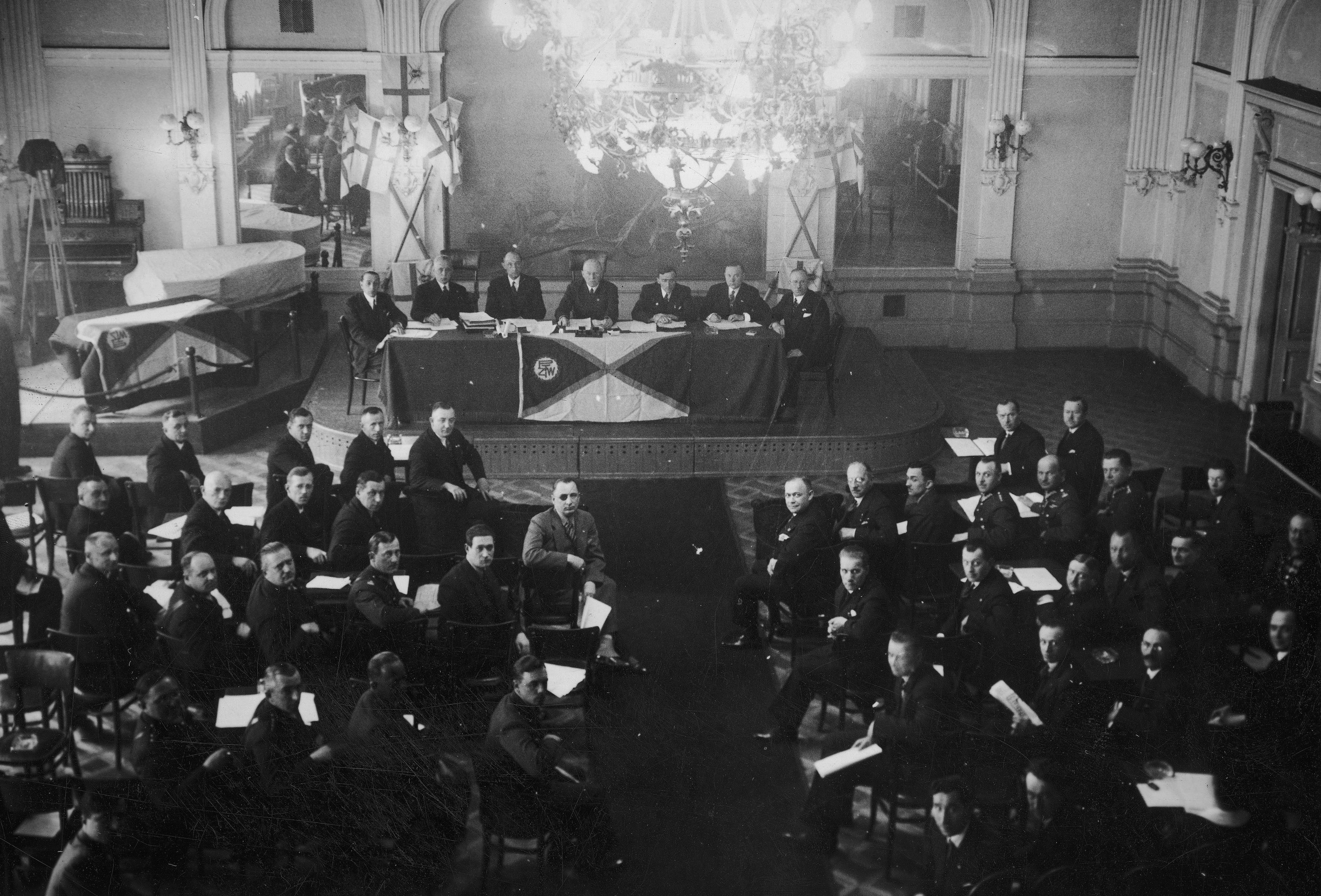
Sejmik Związku w 1935

### Zorganizowane zawody rangi międzynarodowej
PZTW był organizatorem Mistrzostw Świata w Wioślarstwie 2009, które odbyły się na Jeziorze Maltańskim w Poznaniu, oraz czterokrotnie regat o mistrzostwo Europy seniorów: w 1929 w Bydgoszczy i 1958, 2007 i 2015 w Poznaniu.

### 100 lecie PZTW
9 grudnia 2019 w Sterej Pomarańczarni w Łazienkach Królewskich w Warszawie odbyła się gala z okazji 100 lecia istnienia PZTW. Patronat nad uroczystością objął Prezydent RP Andrzej Duda. W gali uczestniczyli: Marszałek Senatu Tomasz Grodzki, Prezydent Międzynarodowej Federacji Wioślarskiej Jean-Christophe Rolland, Prezes Polskiego Komitetu Olimpijskiego Andrzej Kraśnicki.
Trzema najlepszymi polskimi osadami wioślarskimi w 100 letniej historii PZTW wybrano:
1. dwójkę podwójną wagi lekkiej: Robert Sycz, Tomasz Kucharski (Igrzyska Olimpijskie 2000 Sydney medal złoty, Igrzyska Olimpijskie 2004 Ateny medal złoty);
2. czwórkę podwójną: Adam Korol, Michał Jeliński, Marek Kolbowicz, Konrad Wasielewski (Igrzyska Olimpijskie 2008 Pekin medal złoty);
3. dwójkę podwójną: Natalia Madaj, Magdalena Fularczyk-Kozłowska (Igrzyska Olimpijskie 2016 Rio de Janeiro medal złoty)[1].

## Prezesi PZTW
- Józef Radwan (1919–1932)
- Jerzy Bojańczyk (1932–1939; 1945–1947)
- Damazy Tilgner (1947–1949)
- Stefan Marchlewski (1956–1958)
- Władysław Nowotka (1958–1963)
- Arnold Gonera (1963–1976)
- Mieczysław Hara (1976–1981)
- Jerzy Borkowski (1981–1982)
- Edward Kobyliński (1982–1985)
- Arnold Gonera (1985–1990)
- Andrzej Koba (1990–1992)
- Tomasz Waszczuk (1992–1996)
- Ryszard Stadniuk (1996-2021)
- Adam Korol (od 2021)[2]

## Polscy medaliści Igrzysk Olimpijskich w wioślarstwie
| Rok  | Miejscowość    | Dyscyplina                        | Medal  | Skład                                                                       |
| ---- | -------------- | --------------------------------- | ------ | --------------------------------------------------------------------------- |
| 1928 | Amsterdam      | Czwórka ze sternikiem             | brąz   | L. Birkholc, F. Bronikowski, E. Jankowski, B. Ormanowski, sternik B. Drewek |
| 1932 | Los Angeles    | Dwójka ze sternikiem              | Srebro | J. Braun, J. Ślązak, sternik J. Skolimowski                                 |
| 1932 | Los Angeles    | Czwórka ze sternikiem             | brąz   | J. Braun, J. Ślązak, S. Urban, E. Kobyliński, sternik J. Skolimowski        |
| 1932 | Los Angeles    | Dwójka bez sternika               | brąz   | H. Budziński, J. Krenz-Mikołajczak                                          |
| 1936 | Berlin         | Dwójka podwójna                   | brąz   | J. Ustupski, R. Verey                                                       |
| 1952 | Helsinki       | Jedynka                           | brąz   | T. Kocerka                                                                  |
| 1960 | Rzym           | Jedynka                           | brąz   | T. Kocerka                                                                  |
| 1980 | Moskwa         | Dwójka bez sterniczki             | srebro | M. Dłużewska, Cz. Kościańska                                                |
| 1980 | Moskwa         | Czwórka ze sternikiem             | brąz   | R. Stadniuk, G. Nowak, A. Tomasiak, G. Stellak, sternik R. Kubiak           |
| 1992 | Barcelona      | Jedynka                           | brąz   | K. Broniewski                                                               |
| 1992 | Barcelona      | Czwórka ze sternikiem             | brąz   | M. Łasicki, T. Tomiak, W. Jankowski, J. Streich, sternik M. Cieślak         |
| 2000 | Sydney         | Dwójka podwójna wagi lekkiej      | złoto  | R. Sycz, T. Kucharski                                                       |
| 2004 | Ateny          | Dwójka podwójna wagi lekkiej      | złoto  | R. Sycz, T. Kucharski                                                       |
| 2008 | Pekin          | Czwórka podwójna                  | złoto  | A. Korol, M. Jeliński, M. Kolbowicz, K. Wasilewski                          |
| 2008 | Pekin          | Czwórka bez sternika wagi lekkiej | srebro | P. Rańda, M. Bernatajtys, B. Pawełczak, Ł. Pawłowski                        |
| 2012 | Londyn         | Dwójka podwójna kobiet            | brąz   | J. Michalska, M. Fularczyk                                                  |
| 2016 | Rio de Janeiro | Dwójka podwójna kobiet            | złoto  | N. Madaj, M. Fularczyk-Kozłowska                                            |
| 2016 | Rio de Janeiro | Czwórka podwójna kobiet           | brąz   | M. Ciaciuch, A. Kobus, J. Leszczyńska, M. Springwald                        |
| 2020 | Tokio          | Czwórka podwójna kobiet           | srebro | A. Kobus-Zawojska, M. Sajdak, M. Wieliczko, K. Zillmann                     |
| 2024 | Paryż          | Czwórka podwójna mężczyzn         | brąz   | D. Czaja, M. Biskup, M. Ziętarski, F. Barański                              |

W sumie do 2024 polscy wioślarze zdobyli 20 medali uczestnicząc w 22 Igrzyskach Olimpijskich.